# Taschanta
Taschanta (russisch Ташанта) ist ein Gebirgsdorf im russischen Teil des Altai, nahe der Grenze zur Mongolei. Es liegt auf einer Hochebene im Quellgebiet der Tschuja-Flusses, eines Zuflusses des Katun, unterhalb des Passes Durbet Daba (2482 m), und gehört zum Rajon Kosch-Agatsch.
Taschtanta ist die einzige Ortschaft der Landgemeinde Taschantinskoje selkoje posselenije und hat 550 Einwohner (Stand 14. Oktober 2010). Der Ort hat regionale Bedeutung als Grenzort und Station an der Fernstraße R256. Diese auch Tschujatrakt (Чуйский тракт Tschuiski trakt) genannte, von Nowosibirsk, vorbei an Barnaul und Gorno-Altaisk kommende Straße erschließt die nördlichen Teile des russischen und mongolischen Altai und folgt in der Nähe des Passes der Route eines alten Saumweges.
Nahe der Straße 8 km nordwestlich von Taschanta sind an einer glatten Felswand alte Petroglyphen zu sehen, welche die Jagd nach Bergschafen und Steinböcken darstellen.